# Кимбангизм

Официальный флаг церкви

Кимбангизм, Кимбангуизм («Церковь Иисуса Христа на Земле через Его особого посланника Симона Кимбангу», фр. Eglise de Jésus Christ sur la Terre par Son Envoyé Spécial Simon Kimbangu) — конголезская религиозная организация протестантского происхождения, основанная проповедником Симоном Кимбангу в 1921 году.

## История
Симон Кимбангу родился в Бельгийском Конго (ныне Демократическая Республика Конго) в семье анимистов, в юности принял христианство и работал в баптистской миссии. В 1921 году объявил себя посланцем Иисуса Христа к неграм Африки, начал проповедовать и собрал большое число приверженцев. Проповеди Симона Кимбангу отличались призывами к праведной и аскетичной жизни с отказом от колдовства, ритуальных танцев, алкоголя и табака, а также нетерпимостью к белым колонизаторам и призывами к гражданскому неповиновению.
Кимбангу был арестован бельгийскими властями и приговорён к пожизненному заключению. Движение продолжало существовать в подполье, его развитию способствовал ореол мученика вокруг основателя, которого почитатели провозгласили пророком. В 1951 году Кимбангу умер, впоследствии его тело было перезахоронено в его родной деревне Нкамба, которую последователи кимбангизма провозгласили святым местом и переименовали в Нкамба-Иерусалим. Кимбангистская церковь в Бельгийском Конго была признана бельгийскими колониальными властями в 1959 году. С 1969 года кимбангизм входит во Всемирный совет церквей.

## Вероучение

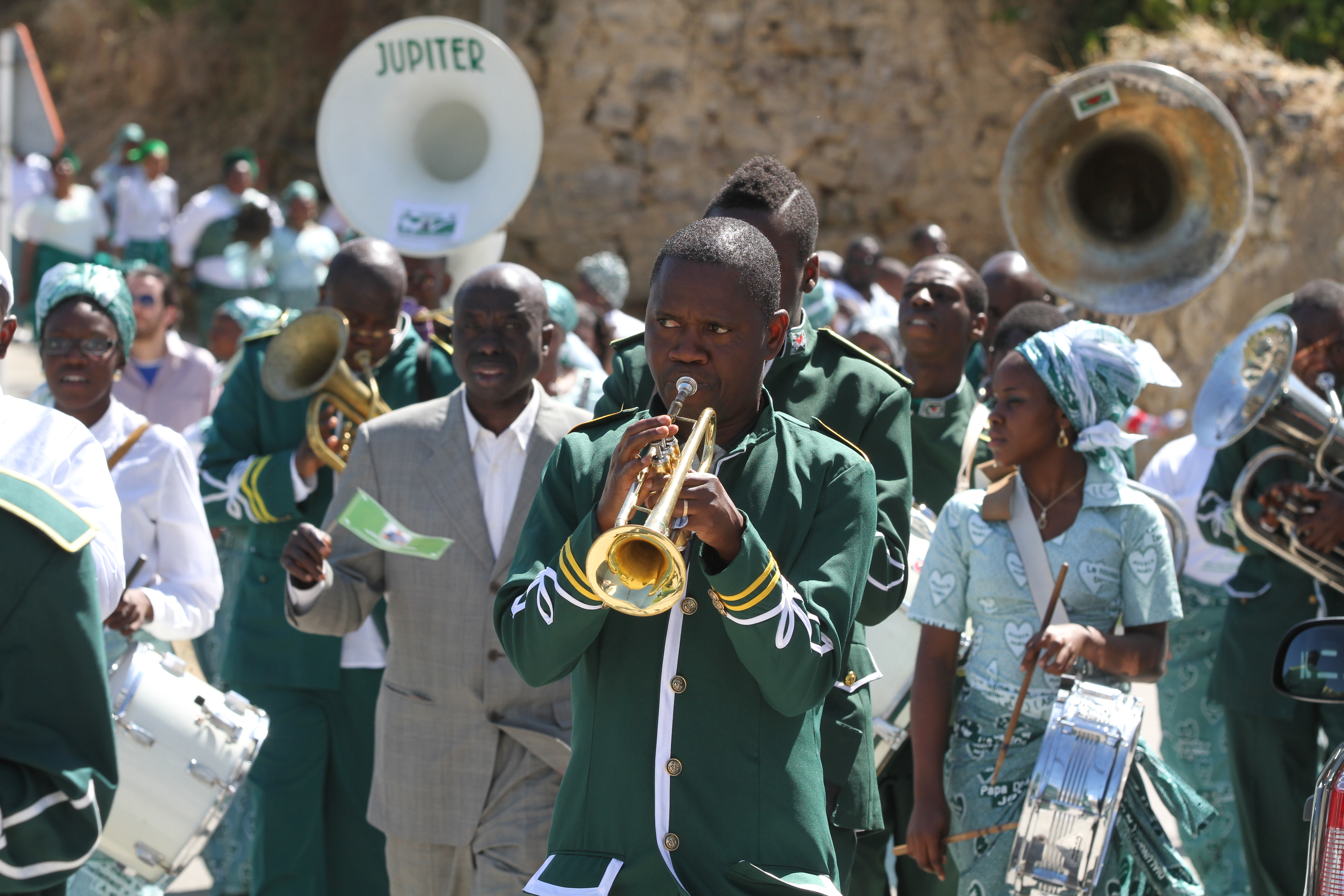
Члены кимбангистской церкви в Лиссабоне, празднующие Рождество 25 мая (дата перенесена на день рождения Саломона Диалунгана, сына Симона Кимбангу)

Основу вероучения составляет пуританская этика и запрет на насилие, многожёнство, колдовство, танцы, употребление алкоголя и табака. В истории Конго кимбангилисты знамениты тем, что впервые выдвинули тезис «Конго — конголезцам», сдержанно относились к белым и практиковали гражданское неповиновение колониальным властям.
Крещение совершается после 12 лет. Другими признанными в церкви таинствами являются брак, рукоположение и евхаристия. Евхаристия совершается только трижды в год — на Рождество, Пасху и день смерти «пророка» Кимбангу. В отличие от православных, католиков и многих протестантских церквей, применяющих для евхаристии пшеничный хлеб и вино, кимбангисты применяют хлеб из кукурузной и банановой муки и смесь мёда и воды. В отличие от многих протестантских церквей кимбангизм признаёт реальное присутствие Христа в евхаристии.
Точное число последователей кимбангу определить затруднительно. По данным М.Малерба в 1990 году число верующих составляло около 5 миллионов, из которых 4 миллиона проживают в Конго, и ещё 1 миллион в соседних странах. По данным сайта adherents.com оценки числа последователей кимбангизма в Заире в 90-х годах XX века колеблются от 4,5 млн до 8 миллионов. Общее число последователей кимбангизма в настоящее время оценивается в 6,5 миллионов человек.